# Mieczysław Łomanowski
Mieczysław Łomanowski (ur. 1 stycznia 1926 w Jakszycach, obecnie w rejonie berezyńskim na Białorusi, zm. 2 marca 2016 w Olsztynie) – polski działacz partyjny i państwowy, w latach 1978–1982 wicewojewoda olsztyński.

## Życiorys
Syn Felicjana i Leokadii. Od 1952 kierował Ludowymi Zespołami Sportowymi Warmii i Mazur. W 1953/4 wstąpił do Polskiej Zjednoczonej Partii Robotniczej. Od 1975 do 1978 kierował Wydziałem Rolnym i Gospodarki Żywnościowej w Komitecie Wojewódzkim PZPR w Olsztynie. Od 1975 był jego członkiem i zasiadał w egzekutywie KW PZPR, od 1977 należał też do jego sekretariatu. Od marca 1978 do stycznia 1982 pełnił funkcję wicewojewody olsztyńskiego.
7 marca 2016 został pochowany na cmentarzu komunalnym w Olsztynie.
W 1955 otrzymał Medal 10-lecia Polski Ludowej.